# 2961 Katsurahama
2961 Katsurahama eller 1982 XA är en asteroid i huvudbältet som upptäcktes den 7 december 1982 av den japanska astronomen Tsutomu Seki vid Geisei-observatoriet. Den är uppkallad efter Katsurahama i Kochi.
Asteroiden har en diameter på ungefär 5 kilometer och den tillhör asteroidgruppen Levin.